# Гераскин, Виктор Васильевич
Виктор Васильевич Гераскин (21 июля 1934, Магнитогорск — 1 мая 1990) — советский актёр и сценарист.

## Биография
Родился 21 июля 1934 года в Магнитогорске в семье инженера Василия Самуиловича Гераскина и писательницы Лии Борисовны Гераскиной (урождённой Квартирмейстер). До окончания 1934 года семья переехала в Солнечногорск, где проживала до 1938 года.
В 1938—1951 годах семья жила в Красноярске. Здесь Виктор Гераскин прошёл обучение в семилетней общеобразовательной школе. Последние два класса школы, помимо учёбы, занимался ещё корреспондентством (внештатным) для газеты «Красноярский комсомолец».
В 1951 году семья перебралась на постоянное место жительство в Москву.
В 1951—1953 годах учился в музыкальном училище имени Гнесиных, на отделении вокала. Был исключён за непосещаемость.
В 1953 году снялся в фильме Татьяны Лукашевич «Аттестат зрелости» по сценарию его матери — Лии Гераскиной.
Был приглашён в труппу Центрального театра Советской армии. Снялся ещё в нескольких художественных фильмах. Последняя роль была в фильме Сергея Юткевича «Сюжет для небольшого рассказа». Из окончательного варианта ленты эпизоды с участием Гераскина были вырезаны.
В начале 1960-х годов переключился на писательское творчество.
В середине 1960-х годов получил заказ Малого театра на пьесу об Антуане де Сент-Экзюпери. Несмотря на законченность пьесы, её постановка не состоялась. Причиной тому послужили гастроли на сцене Малого театра Ленинградского театра драмы имени Пушкина со спектаклем «Жизнь Сент-Экзюпери» по пьесе Леонида Малюгина.
Судьба последующих написанных им пьес также была неудачной. Так, предложенная театру «Современник» стихотворная пьеса о Гомере тоже не была поставлена. Написанная Виктором пьеса о Ленине была поставлена в одном из театров Еревана, но быстро ушла из репертуара.
Неудачи подкосили Виктора и, хотя он упорно продолжал заниматься творчеством (писал репризы для артистов цирка, печатался в газете «Неделя» и т. п.), он начал много и часто выпивать. Постоянной работы не было (только один год проработал, занимаясь гастрольным распределением артистов, в одном из концертных объединений), перебивался случайными заработками, вёл бурную личную жизнь.
В начале 1980-х годов Виктор бросил пить.
Написал два сценария (один из них — совместно с Роланом Быковым), по которым были сняты художественные фильмы.
Занимался предпринимательской (издательской) деятельностью, чем хорошо зарабатывал.
Умер 1 мая 1990 года от сердечной недостаточности. Похоронен на Пятницком кладбище в Москве.

## Семья и личная жизнь
Был женат шесть раз.
- Татьяна Симачёва — первая жена — однокурсница по училищу имени Гнесиных.
- Татьяна Покрасс — вторая жена — дочь композитора Дмитрия Покрасса.
  - Лолита Покрасс (род. 1957) — дочь от второго брака.
- Полина Борисовна — третья жена — цирковой костюмер.

## Фильмография
| Год  |   | Название                                                        | Роль                   |
| ---- | - | --------------------------------------------------------------- | ---------------------- |
| 1954 | ф | «Аттестат зрелости»                                             | Герка Гражданкин       |
| 1955 | ф | «Сын»                                                           | Вася Козлов            |
| 1956 | ф | «Мы здесь живём»                                                | Ломакин                |
| 1956 | ф | «Карнавальная ночь»                                             | эпизод                 |
| 1957 | ф | «На переломе»                                                   | Капельдудкин           |
| 1957 | ф | «Степан Кольчугин»                                              | Юхнин                  |
| 1958 | ф | «Идиот»                                                         | барон фон Шибрек       |
| 1959 | ф | «Заре навстречу»                                                | кадет                  |
| 1962 | ф | «Бей, барабан!»                                                 | красноармеец           |
| 1962 | ф | «Ход конём»                                                     | Жан                    |
| 1963 | ф | «Два воскресенья»                                               | Герман                 |
| 1963 | ф | «Сотрудник ЧК»                                                  | бандит                 |
| 1963 | ф | «Утренние поезда»                                               | парикмахер             |
| 1964 | ф | «Зелёный огонёк»                                                | автоинспектор          |
| 1965 | ф | «Операция «Ы» и другие приключения Шурика» (новелла «Напарник») | арестованный в бабочке |

| Год  |    | Название            | Примечание                                   |
| ---- | -- | ------------------- | -------------------------------------------- |
| 1977 | ф  | «Ненависть»         | Автор текста песни                           |
| 1980 | тф | «Неоконченный урок» | Автор сценария                               |
| 1982 | ф  | «Свадебный подарок» | Автор сценария (совместно с Роланом Быковым) |

## Отзывы
По мнению Р. Зусевой, актёр Гераскин в фильме «Аттестат зрелости» очень убедительно сыграл роль внушающего естественную неприязнь законченного бездельника и стиляги Гражданкина, живущего на экране собственной жизнью в соответствии с правдивой, хотя и не приглядной, логикой своего характера. В исполнении Гераскина, Гражданкин, являясь настоящим большим злом, оторванным от коллектива развязным пошляком, думающим лишь о выпивке и танцах, тем не менее, вызывает больше смех, нежели возмущение. При этом терпимость коллектива к Гражданкину остаётся непонятной. Гражданкин в исполнении Гераскина вызвал и массу зрительских откликов. Так, в №2 журнала «Искусство кино» за 1955 год были опубликованы выдержки из писем читателей, в которых те возмущались тем, что в фильме не показана борьба комсомольцев за перевоспитание Гражданкина, которого зрители сочли наиболее опасным для общества персонажем.
По воспоминаниям Аллы Радзинской (в девичестве Гераскиной), её младший брат Виктор был её самым близким, верным, надёжным и истинным другом. К пятнадцати годам очень вытянулся (197 сантиметров), был изящным и гибким. Походил на маму пухлым ртом и прямым носом на удлинённом лице, а также лёгким, солнечным характером. Отличался от мамы тем, что был патологическим лгуном (скорее, фантазёром) и лентяем. Любил животных. Был очень музыкален, великолепно чувствовал ритм, танцевал, пел. Обладал великолепным лирико-драматическим тенором. Какое-то время участвовал в концертных гастролях, где пел куплеты с женой-певицей.
В своём удачном кинодебюте (роли Герки в фильме «Аттестат зрелости») Виктор Гераскин запомнился характерными комедийными интонациями, непосредственностью и, конечно же, яркой индивидуальностью. Эта лента принесла известность многим снявшимся в ней молодым артистам, не исключая Виктора. В последующих ролях, пусть небольших, но характерных, Виктор всегда был заметен, в том числе, благодаря своим своеобразным внешним данным.
Виктор любил декламировать стихи, рассказывать о драматургии, о литературе, находиться в центре всеобщего внимания, чем привлекал к себе людей, легко сходился с ними, у него было много друзей. Но многие набивались к нему в друзья лишь с тем, чтобы извлечь пользу из знакомства с этим эрудированным открытым человеком.